# Belgische kampioenschappen atletiek 1949
De Belgische kampioenschappen atletiek 1949 alle categorieën vonden voor de mannen plaats op 10 juli in het Heizelstadion te Brussel. De 10.000 m werd op 17 september gelopen. Het hamerslingeren vond plaats op 9 juli in Antwerpen. 
De kampioenschappen voor de vrouwen vonden plaats op 3 juli op de terreinen van ASUB in Brussel. Tijdens deze kampioenschappen verbeterde Nicole Saeys haar Belgisch record kogelstoten naar 10,10 m.

## Uitslagen

### 100 m
| rang   | atleet          | prestatie |
| ------ | --------------- | --------- |
| Goud   | Fernand Linssen | 11,0 s    |
| Zilver | Marcel Wouters  | 11,2 s    |
| Brons  | Jean Wilmot     | 11,4 s    |

| rang   | atlete               | prestatie |
| ------ | -------------------- | --------- |
| Goud   | Marie-Thérèse Renard | 14,3 s    |
| Zilver | Bihin                |           |
| Brons  | Appeltans            |           |

### 200 m
| rang   | atleet          | prestatie |
| ------ | --------------- | --------- |
| Goud   | Fernand Linssen | 21,8 s    |
| Zilver | Jean Wilmot     | 22,4 s    |
| Brons  | Alphonse Mennes | 22,5 s    |

| rang   | atlete             | prestatie |
| ------ | ------------------ | --------- |
| Goud   | Aimée Knaepen      | 29,0 s    |
| Zilver | Reynaert           |           |
| Brons  | Henriette Gemenick |           |

### 400 m
| rang   | atleet                | prestatie |
| ------ | --------------------- | --------- |
| Goud   | Oscar Soetewey        | 50,5 s    |
| Zilver | Jean Bouvin           | 50,8 s    |
| Brons  | Jean Baptiste Peeters | 51,3 s    |

### 800 m
| rang   | atleet             | prestatie |
| ------ | ------------------ | --------- |
| Goud   | Raymond Rosier     | 1.54,9    |
| Zilver | Joseph Brys        | 1.55,1    |
| Brons  | Julien Van Beneden | 1.57,2    |

| rang   | atlete             | prestatie |
| ------ | ------------------ | --------- |
| Goud   | Henriette Gemenick | 2.57,4    |
| Zilver | Demeulemeester     |           |
| Brons  |                    |           |

### 1500 m
| rang   | atleet          | prestatie |
| ------ | --------------- | --------- |
| Goud   | Gaston Reiff    | 3.53,8    |
| Zilver | Alfred Langenus | 3.56,0    |
| Brons  | Daniel Janssens | 4.04,2    |

### 5000 m
| rang   | atleet              | prestatie |
| ------ | ------------------- | --------- |
| Goud   | Lucien Theys        | 14.54,8   |
| Zilver | Robert Everaert     | 15.15,6   |
| Brons  | Marcel Vandewattyne | 15.24,4   |

### 10.000 m[1]
| rang   | atleet              | prestatie |
| ------ | ------------------- | --------- |
| Goud   | Robert Everaert     | 31.21,4   |
| Zilver | Marcel Vandewattyne | 32.00,4   |
| Brons  | Charles Dewachtere  | 32.19,0   |

### 110 m horden
| rang   | atleet            | prestatie |
| ------ | ----------------- | --------- |
| Goud   | Pol Braekman      | 14,9 s    |
| Zilver | Piet Van de Sype  | 15,4 s    |
| Brons  | Antoine Lafortune | 16,0 s    |

### 200 m horden
| rang   | atleet           | prestatie |
| ------ | ---------------- | --------- |
| Goud   | Marcel Dits      | 25,3 s    |
| Zilver | Piet Van de Sype | 26,5 s    |
| Brons  | Jacques De Moor  | 26,7 s    |

### 400 m horden
| rang   | atleet            | prestatie |
| ------ | ----------------- | --------- |
| Goud   | Roger Detry       | 56,2 s    |
| Zilver | Marcel Dits       | 56,3 s    |
| Brons  | Antoine Lafortune | 58,0 s    |

### 3000 m steeple
| rang   | atleet            | prestatie |
| ------ | ----------------- | --------- |
| Goud   | Frans Herman      | 11.20,8   |
| Zilver | Robert Schoonjans | 11.25,4   |
| Brons  | Ward Schroeven    | 11.56,4   |

### Verspringen
| rang   | atleet          | prestatie |
| ------ | --------------- | --------- |
| Goud   | René Libert     | 7,01 m    |
| Zilver | Walter Herssens | 6,69 m    |
| Brons  | Paul Bodson     | 6,62 m    |

| rang   | atlete    | prestatie |
| ------ | --------- | --------- |
| Goud   | Reynaert  | 4,58 m    |
| Zilver | Appeltans | 4,48 m    |
| Brons  | Celis     | 4,17 m    |

### Hink-stap-springen
| rang   | atleet             | prestatie |
| ------ | ------------------ | --------- |
| Goud   | Marcel Denis       | 13,75 m   |
| Zilver | Paul Bodart        | 13,21 m   |
| Brons  | Christian Hoessels | 12,80 m   |

### Hoogspringen
| rang   | atleet             | prestatie |
| ------ | ------------------ | --------- |
| Goud   | Walter Herssens    | 1,85 m    |
| Zilver | Jacques Delelienne | 1,80 m    |
| Brons  | Marcel Frissen     | 1,75 m    |

| rang   | atlete             | prestatie |
| ------ | ------------------ | --------- |
| Goud   | Jenny Van Gerdinge | 1,40 m    |
| Zilver |                    |           |
| Brons  |                    |           |

### Polsstokhoogspringen
| rang   | atleet             | prestatie |
| ------ | ------------------ | --------- |
| Goud   | Frans Van Peteghem | 3,60 m    |
| Zilver | Jacques Vicario    | 3,60 m    |
| Brons  | Ferdinand Degens   | 3,60 m    |

### Kogelstoten
| rang   | atleet            | prestatie |
| ------ | ----------------- | --------- |
| Goud   | Roger Verhas      | 14,16 m   |
| Zilver | Raymond Kintziger | 13,86 m   |
| Brons  | Willy Wuyts       | 13,33 m   |

| rang   | atlete          | prestatie    |
| ------ | --------------- | ------------ |
| Goud   | Nicole Saeys    | 10,10 m (NR) |
| Zilver | Anna Van Rossum | 9,37 m       |
| Brons  | José Thys       | 9,15 m       |

### Discuswerpen
| rang   | atleet            | prestatie |
| ------ | ----------------- | --------- |
| Goud   | Raymond Kintziger | 43,41 m   |
| Zilver | Clement Mertens   | 43,22 m   |
| Brons  | Raymond Claus     | 42,60 m   |

| rang   | atlete             | prestatie |
| ------ | ------------------ | --------- |
| Goud   | Jenny Van Gerdinge | 30,98 m   |
| Zilver | Roffiaen           | 29 m      |
| Brons  | '                  |           |

### Speerwerpen
| rang   | atleet            | prestatie |
| ------ | ----------------- | --------- |
| Goud   | Albert Dayer      | 52,96 m   |
| Zilver | Henri haest       | 49,74 m   |
| Brons  | Victor Van Eycken | 49,23 m   |

| rang   | atlete       | prestatie |
| ------ | ------------ | --------- |
| Goud   | Nicole Saeys | 31,19 m   |
| Zilver | José Thys    | 29,48 m   |
| Brons  |              |           |

### Hamerslingeren
| rang   | atleet         | prestatie |
| ------ | -------------- | --------- |
| Goud   | Henri haest    | 42,82 m   |
| Zilver | Louis Meesters | 38,55 m   |
| Brons  | Armand Anseeuw | 31,21 m   |

1889 · 
1890 · 
1891 · 
1892 · 
1893 · 
1894 · 
1895 · 
1896 · 
1897 · 
1898 · 
1899 · 
1900 · 
1901 · 
1902 · 
1903 · 
1904 · 
1905 · 
1906 ·
1907 ·
1908 · 
1909 · 
1910 · 
1911 · 
1912 · 
1913 · 
1914 · 
1919 · 
1920 · 
1921 · 
1922 · 
1923 · 
1924 · 
1925 · 
1926 · 
1927 · 
1928 · 
1929 · 
1930 · 
1931 · 
1932 · 
1933 · 
1934 · 
1935 · 
1936 · 
1937 · 
1938 · 
1939 · 
1940 · 
1941 · 
1942 · 
1943 · 
1944 · 
1945 · 
1946 · 
1947 · 
1948 · 
1949 · 
1950 · 
1951 · 
1952 · 
1953 · 
1954 · 
1955 · 
1956 · 
1957 · 
1958 · 
1959 · 
1960 · 
1961 · 
1962 · 
1963 · 
1964 · 
1965 · 
1966 · 
1967 · 
1968 · 
1969 · 
1970 · 
1971 · 
1972 · 
1973 · 
1974 · 
1975 · 
1976 · 
1977 · 
1978 · 
1979 · 
1980 · 
1981 · 
1982 · 
1983 · 
1984 · 
1985 · 
1986 · 
1987 · 
1988 · 
1989 · 
1990 · 
1991 · 
1992 · 
1993 · 
1994 ·
1995 · 
1996 · 
1997 · 
1998 · 
1999 · 
2000 · 
2001 · 
2002 · 
2003 · 
2004 · 
2005 · 
2006 · 
2007 · 
2008 · 
2009 · 
2010 · 
2011 · 
2012 · 
2013 · 
2014 · 
2015 · 
2016 · 
2017 · 
2018 · 
2019 · 
2020 · 
2021 · 
2022 · 
2023 · 
2024